# Bourse de sirène

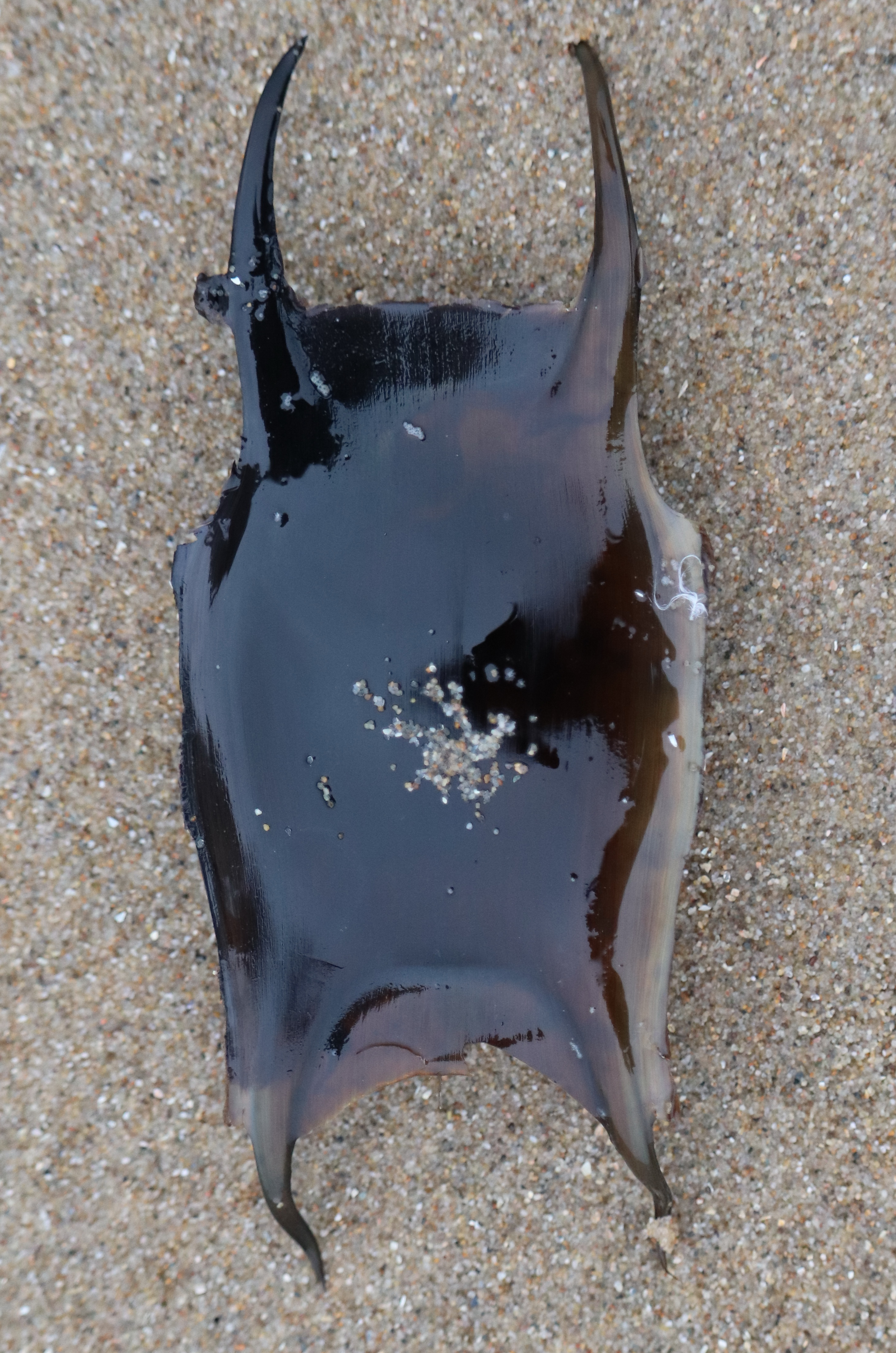
Bourse de sirène d'une raie échouée sur une plage.

Les bourses de sirènes, capsules d'œufs, ou oothèque est le nom donné aux œufs à la forme très caractéristique de certains chondrichthyens (les poissons cartilagineux) ovipares.
Les espèces concernées sont notamment des petits requins (en particulier les roussettes), les raies et les chimères. Cet œuf est constitué d'une enveloppe rigide en forme de sac (appelée la capsule) et dont les quatre extrémités sont dotées de longs filaments torsadés (servant à accrocher l'œuf sur des algues ou sur d'autres surfaces du fond des mers ou océans). Souvent échouées sur les plages, les bourses de sirènes sont un des éléments qui peuvent constituer la laisse de mer.

## Description
Les coquilles d'œufs sont faites de brins de protéines de collagène et sont souvent décrites comme étant rugueuses et résistantes. Certaines coquilles d'œufs sont recouvertes d'une matière fibreuse à l'extérieur de l'œuf, qui aide à la fixation au substrat. Les coquilles sans couche extérieure fibreuse peuvent être striées, bosselées, ou lisses et brillantes,. À l'exception des œufs de requin-taureau, les coquilles sont généralement de forme rectangulaire avec des saillies, appelées cornes, à chaque coin,. Selon l'espèce, les coquilles peuvent avoir une ou plusieurs vrilles.

## Développement
Peu après la fécondation interne, l'ovule fécondé pénètre dans la coquille partiellement formée située dans l'oviducte. Après l'entrée de l'ovule, le reste de la coquille se forme autour de lui. Une fois que la coquille a fini de se développer, elle est déposée à l'extérieur du corps ; les endroits les plus courants sont les forêts de varech et les fonds marins rocheux. Les ovocytes sont généralement produits par paires, chacune contenant un embryon fécondé, à l'exception de quelques espèces qui produisent des ovocytes contenant plus d'un embryon viable,.
La gestation peut durer de quelques mois à plus d'un an. Après une période de développement, généralement une semaine ou deux, de petites fentes s'ouvrent de chaque côté du réceptacle à œufs pour favoriser l'écoulement de l'eau. L'embryon se déploie constamment en éventail pour favoriser les échanges avec l'eau environnante.

## Galerie

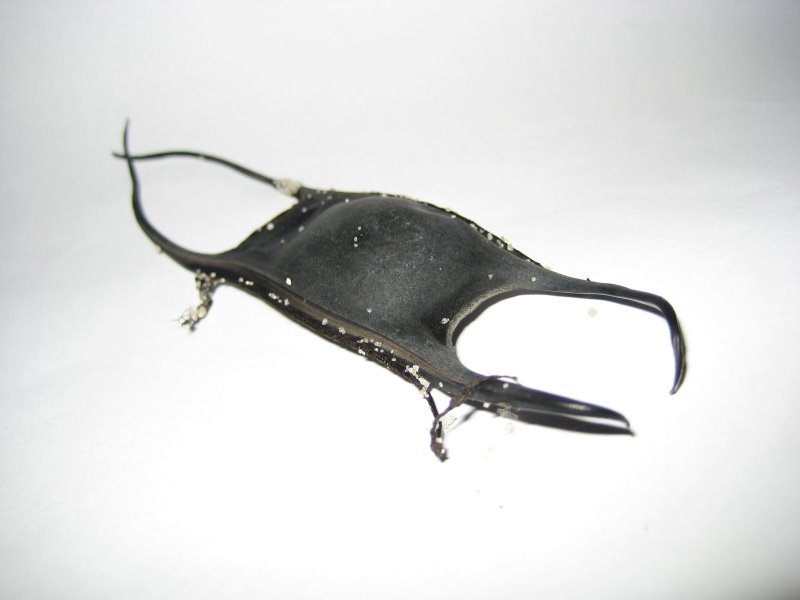
Bourse de sirène d'une raie retrouvée sur une plage de Seaside Heights.
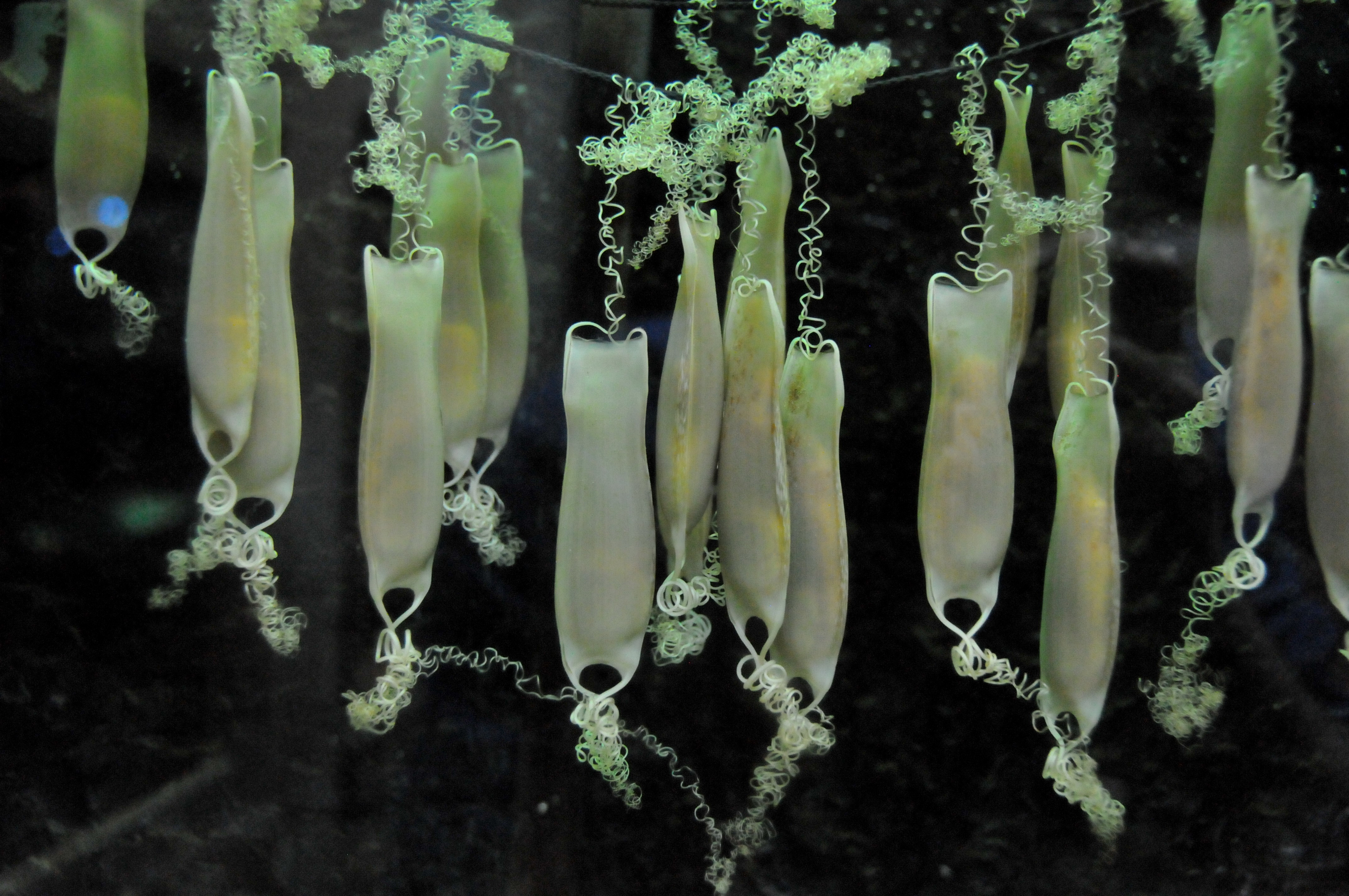
Bourses de sirènes d'une petite roussette (Scyliorhinus canicula).
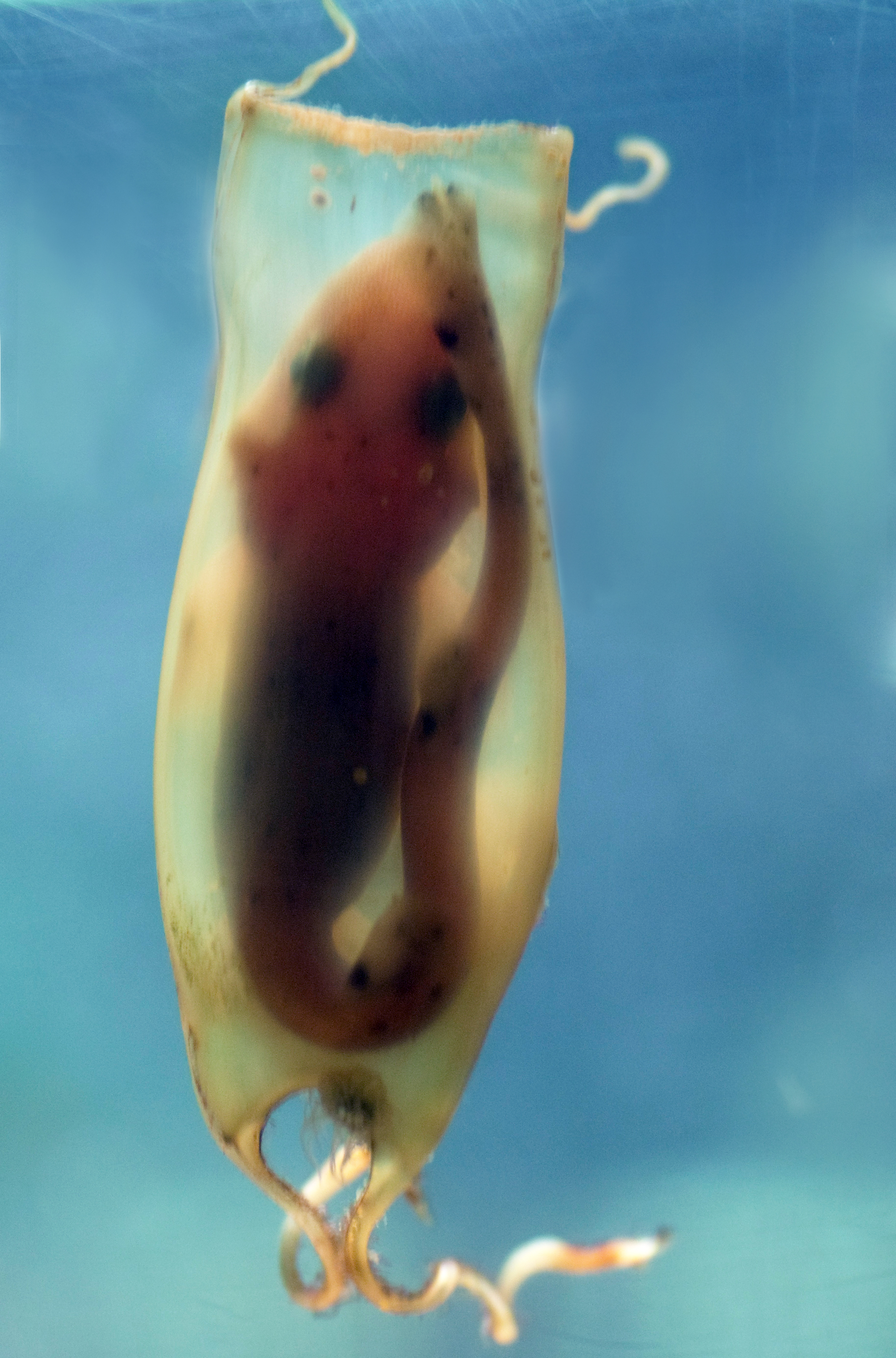
Détail d'une bourse de sirène d'une petite roussette.
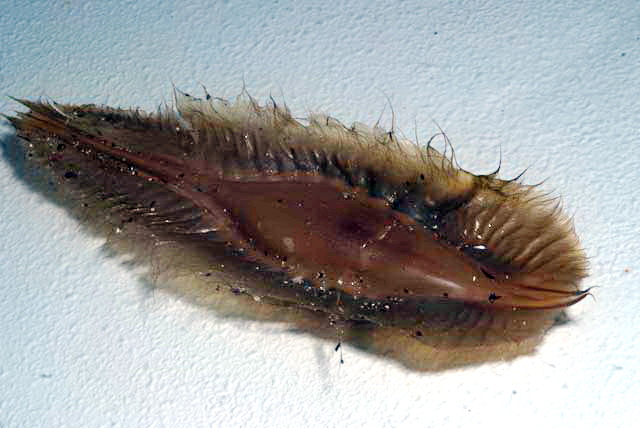
Bourse de sirène d'une masca du Cap (Callorhinchus capensis).
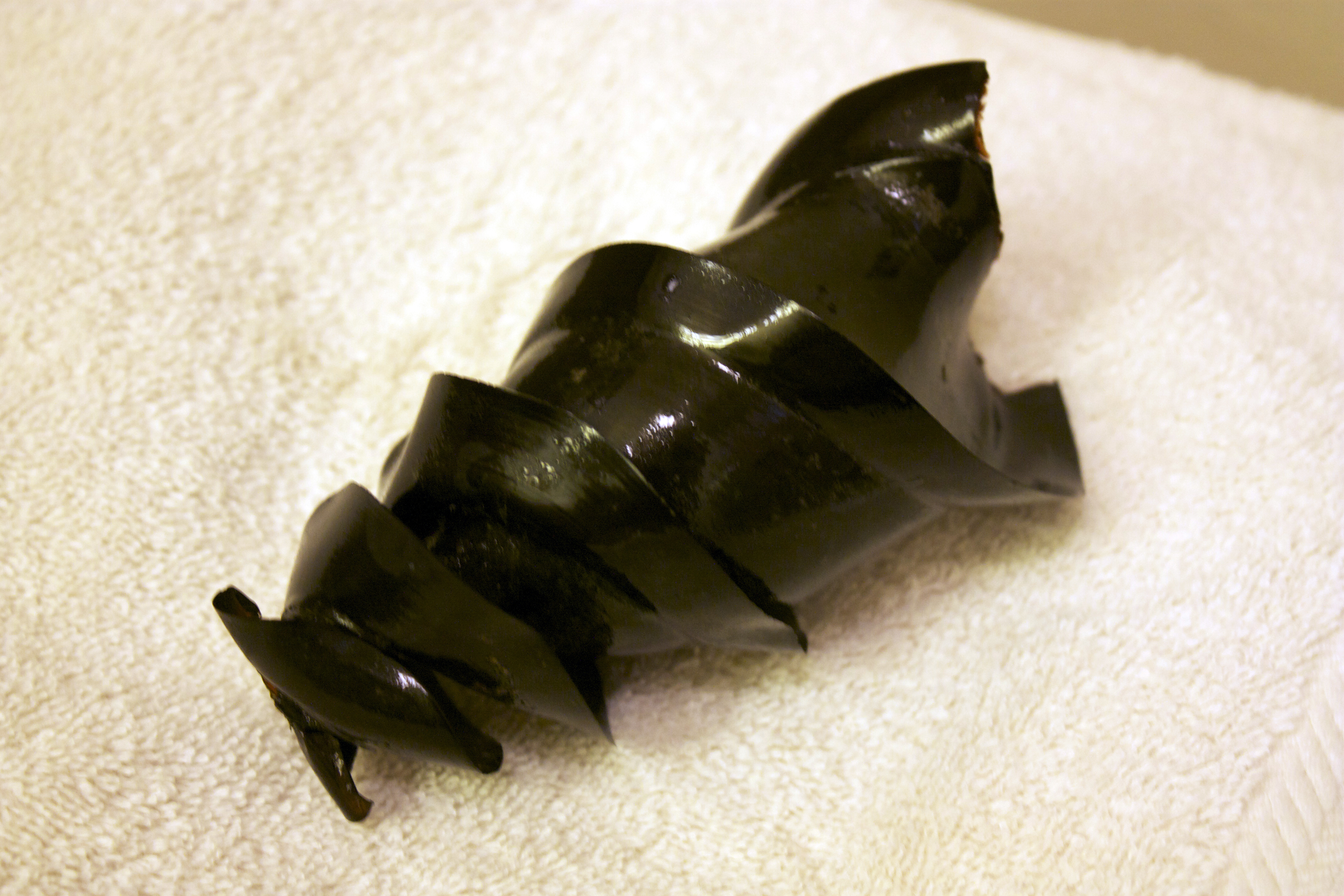
Bourse de sirène caractéristique d'un requin dormeur cornu (Heterodontus francisci).